# Magnus Grødem
Magnus Grødem, né le 14 août 1998 à Bryne en Norvège, est un footballeur norvégien qui évolue au poste de milieu offensif ou d'ailier au Yverdon-Sport FC.

## Biographie

### En club
Né à Bryne en Norvège, Magnus Grødem est formé par le club local du Bryne FK, où il commence sa carrière professionnelle, jouant son premier match en deuxième division norvégienne.
En août 2016, Magnus Grødem signe en faveur du Vålerenga. Il fait sa première apparition en équipe première le 6 novembre 2016, lors d'une rencontre de championnat face au Viking FK. Il est titularisé lors de ce match, et se fait remarquer en inscrivant également son premier but, participant à la victoire de son équipe (0-2 score final).
Le 27 août 2019, il s'engage avec le club danois du Vejle BK pour un contrat courant jusqu'à l'été 2023.
Le 3 juin 2020, il est prêté au Sandnes Ulf. Alors qu'il est considéré comme l'un des meilleurs milieux de la ligue avec 9 buts en 17 matchs durant son prêt, Grødem signe définitivement avec Sandnes Ulf le 29 septembre 2020, pour un contrat de trois ans,.
Le 6 mai 2021, Magnus Grødem s'engage au Molde FK, où il signe un contrat courant jusqu'en 2024. Il joue son premier match sous ses nouvelles couleurs le 16 mai 2021, lors d'une rencontre de championnat contre le SK Brann. Il entre en jeu à la place d'Eirik Hestad, et son équipe s'impose largement par quatre buts à zéro. Le 1er août 2021, il se fait remarquer lors d'une rencontre de coupe de Norvège face à l'IL Hødd en inscrivant deux buts, permettant à son équipe de s'imposer (1-2 score final).
Lors de la saison 2022, il participe au sacre de son équipe, Molde étant sacré Champion de Norvège,.
Le 17 janvier 2024, Magnus Grødem rejoint la Suisse afin de s'engager en faveur du Yverdon-Sport FC. Il signe un contrat de deux ans et demi avec le club vaudois, soit jusqu'en juin 2026.

### En sélection
Avec les moins de 19 ans, il inscrit deux buts lors des éliminatoires du championnat d'Europe, contre la Roumanie et la Biélorussie.
Magnus Grødem joue son premier match avec l'équipe de Norvège espoirs le 7 juin 2019 face à la Suède. Il entre en jeu ce jour-là et son équipe s'incline sur le score de trois buts à un.

## Palmarès
Molde FK
- Championnat de Norvège (1) :
  - Champion : 2022.
- Coupe de Norvège (1) :
  - Vainqueur : 2021-22.